# El tonto del pueblo
El tonto del pueblo és una de les obres de la producció romana de Josep Nogué Massó, actualment conservat al Museu d'Art Modern de la Diputació de Tarragona. On també es custodia gran part del fons documental de l'artista i part de la seva obra pictòrica.

## Història
El tonto del pueblo és una de les obres de l'etapa italiana de Josep Nogué Massó, realitzada l'any 1915. Aquesta peça formà part de la col·lecció privada del pintor Nogué fins a la seva mort. És considerada una de les obres més importants que entraren a formar part del llegat Nogué, al Museu d'Art Modern de Tarragona.
Existeix un esóbs, propietat de la família i realitzat sobre paper, on Nogué mostra la necessitat de realitzar un rostre amb molta força i personalitat.

## Descripció
L'obra mostra precisament aquesta figura acompanyat de dues figures femenines més. En un primer terme el "Tonto", protagonista del retrat. Aquest personatge vestit de negre, fixa la seva mirada directa cap a l'espectador. Sembla que vulgui mostrar alguna cosa, posant la seva mà en una de les butxaques del seu pantaló. D'aquesta figura masculina destaca l'expressió de felicitat del seu rostre i també la flor de color vermell que observem al barret.
La composició d'aquesta figura arriba a tindre un cert record dels mateixos personatges esculpits i dibuixats per Ismael Smith Marí. Sobretot per les ondulacions de l'americana i la forma de les mànigues.
Al seu darrere hi trobem dues figures femenines amb el vestit típic de l'Úmbria. Faldilla de color fosc, brusa blanca i un mocador al cap, aquest d'un color molt més viu que la resta de vestit. La primera figura femenina porta alguns fruits dins del seu davantal i dos a la mà.
L'altra es mostra en un segon terme aspectant al que pot passar. Les duges senyores mostres uns rostres nets, sense cap obra, com passa en algunes peces noguerianes.
El pintor Nogué en aquesta obra vol plasmar un moment precís, l'espectador i el "tonto" s'estan observant just abans que les dues figures femenines trenquin aquesta possible conversa entre l'espectador i la figura central.
Tot i que Nogué en aquell moment es trobava en l'època que captava la llum i realitzava els seus retrats utilitzant el divisionisme, aquesta obra s'allunya molt d'aquests postulats.
Al fons de l'obra s'hi port veure un paisatge format per edificacions i zones rurals. La composició està tancada per una serralada també al fons.